# Bactrocera chorista
Bactrocera chorista är en tvåvingeart som först beskrevs av May 1962.  Bactrocera chorista ingår i släktet Bactrocera och familjen borrflugor. Inga underarter finns listade.